# Опасан пут
Опасан пут (енгл. The Hard Way), амерички је филм из 1991. године у режији Џона Бедема.
У филму, популарни глумац у потрази за кредибилитетом (Фокс) користи свој утицај да постане партнер уличног полицајца са проблемима у вези (Вудс), усред истеривања неухватљивог серијског убице, „Парти Крешер” (Ленг), који је обећао да ће очистити улице Њујорка тако што ће јавно погубити разне обесправљене људе.

## Радња
Холивудски глумац Ник Ленг (Мајкл Џеј Фокс), звезда филмова у стилу Индијане Џонса, жели да се афирмише као озбиљнији извођач. Да би то урадио, одлучио је да глуми главну улогу у полицијској драми „Крв на асфалту”. Али да би то урадио, он мора да сазна „како је бити полицајац у стварном животу”.
Ускоро се укаже прилика - у извештају о злочину види поручника Џона Моса (Џејмс Вудс). Мос даје експресиван интервју након што му недостаје серијски убица под надимком „Парти Крешер” (Стивен Ленг), који чини смела убиства криминалаца у ноћним клубовима и дискотекама. Ланг, дивећи се поручнику, чини све да стигне у Њујорк, да буде Мосов партнер. Полицајцу, наравно, уопште није потребан некомпетентан партнер, али је приморан да се преда под притиском свог шефа, капетана Брикса (Делрој Линдо), који је страствени обожавалац Ленгових филмова.
Мос наставља истрагу, а Ленг га прати свуда. Глумац чита белешке у диктафон, нервира га смешним питањима, па чак и покушава да копира Мосове гестове и изразе лица, што полицајца доводи до беле врућине. Ситуацију компликује чињеница да се глумац који је играо жестоке момке показује потпуно неспреман за опасности које полицајца чекају на сваком кораку. Мос мора да га заштити, да лови Убицу и покуша да побољша свој лични живот - излази са младом женом Сузи (Анабела Шиора), покушавајући да угоди њеној ћерки Бони (Кристина Ричи). Неочекивано, Ланг помаже Мосу у томе - он даје недруштвеном полицајцу неколико лекција у комуникацији са женама које изгледају крајње комично.
Међутим, Ланг и даље само омета Моса у његовом послу, а полицајац се договара са својим колегама да глумца протерају из града. Наместили су несрећу да лажирају Лангово убијање ненаоружаног човека. У почетку, шокиран, Ланг пада на мамац, али касније сазнаје да је преварен. Односи између „партнера” постају још напетији, али убрзо долази до још једне туче са Кифолом, током које Ланг спашава Мосов живот. После овога, глумац упозорава поручника да ће убица свакако желети да га повреди тако што ће повредити Сузи, „јер се то увек дешава у филмовима”. Мос не верује, али исте вечери убица киднапује девојку и одвлачи је у вишеспратницу са рекламном сликом Ника Ленга. После интензивне борбе, Мос баци убицу, али он успева да озбиљно рани Ланга.
Филм се завршава сценом у биоскопу у којој главни ликови гледају премијеру филма „Крв на асфалту” у којем глуми Ник Ланг. Мос огорчено примећује да му је Ланг „украо живот”.